# Maagdenstraat (Paramaribo)
De Maagdenstraat is een straat in de Surinaamse hoofdstad Paramaribo die de Dr. Sophie Redmondstraat verbindt met de Keizerstraat. De Maagdenstraat loopt evenwijdig aan de Waterkant, wat verder weg van de Surinamerivier. 

## Bouwwerken
De straat werd in 1933 door de Surinaamsche Waterleiding Maatschappij (SWM) aangesloten op het waterleidingnet.
In de Maagdenstraat bevindt zich onder meer de Readytex Art Gallery. Hier worden voortdurend exposities gehouden en er is een atelier aan verbonden, waarin kunst voortgebracht wordt als houtsnijwerk, keramiek, schilderijen, collages, pangi's, juwelen en handwerk uit gemengde technieken. Verderop in de straat bevinden zich Kirpalani's Warenhuis en de UN Mall.
| De Maagdenstraat in circa 1899 |  | De Maagdenstraat in 1947 |
| De Maagdenstraat in circa 1899 |  | De Maagdenstraat in 1947 |

### Monumenten
De volgende panden in de Maagdenstraat staan op de monumentenlijst:
| Omschrijving | Bouwjaar | Adres            | Coördinaten                  | Objectnummer? | Afbeelding                    |
| ------------ | -------- | ---------------- | ---------------------------- | ------------- | ----------------------------- |
| woonhuis     |          | Maagdenstraat 17 | 5° 49' 32" NB, 55° 9' 31" WL | CPO 030       | Meer afbeeldingen Upload foto |
| woonhuis     |          | Maagdenstraat 38 | 5° 49' 32" NB, 55° 9' 31" WL | CPO 031       | Meer afbeeldingen Upload foto |
| woonhuis     |          | Maagdenstraat 50 | 5° 49' 30" NB, 55° 9' 42" WL | APO 057       | Meer afbeeldingen Upload foto |

## Stadsbranden van 1821 en 1832

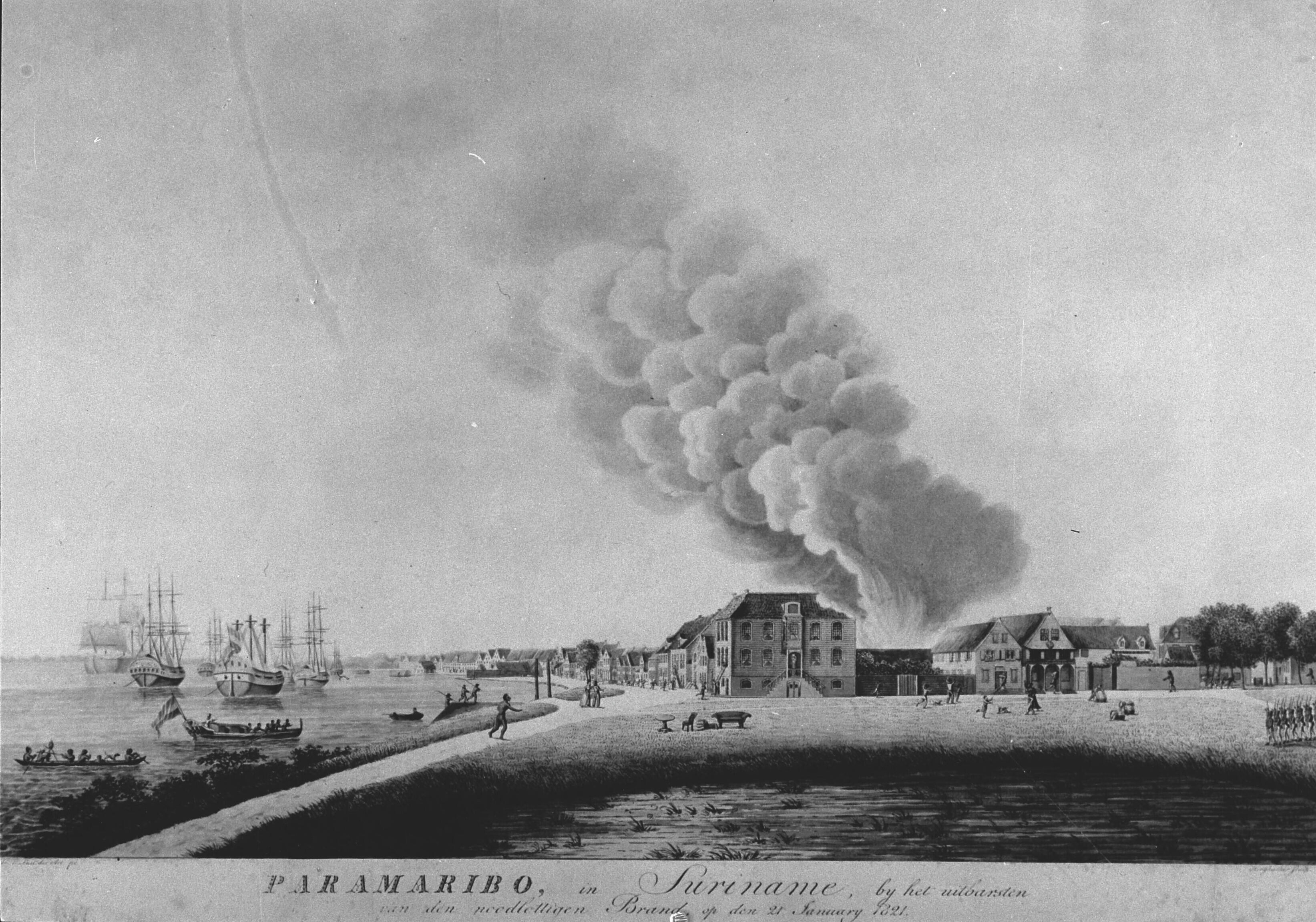
Prent van de stadsbrand van 1821

Op zondagmiddag 21 januari 1821 brak rond half twee brand uit in een huis op de hoek van het Gouvernementsplein en de Waterkant. De brand bleef vervolgens overslaan op andere huizen tot de brand de volgende dag om twaalf uur onder controle was. In tien straten brandden alle huizen af. Ook andere straten werden zwaar getroffen, waaronder huizen aan de Maagdenstraat. In 1832 brak opnieuw een grote stadsbrand uit aan de Heiligenweg waarbij de Maagdenstraat deels verwoest werd. Uiteindelijk gingen vijftig panden in rook op. Deze keer ontstond de stadsbrand niet toevallig, maar was die aangestoken door enkele weggelopen slaven. Drie van hen – Kodjo, Mentor en Present – werden ter dood veroordeeld. Een bijkomend gevolg was dat slaven sindsdien strenger gestraft werden.